# Pădurea Bănzari
Pădurea Bănzari (în ucraineană Бендзарський ліс, transliterat: Bendzarskîi lis) este o rezervație peisagistică de importanță locală din raionul Bârzula, regiunea Odesa (Ucraina), situată lângă satul Bănzari.
Suprafața ariei protejate constituie 30 de hectare, fiind creată în anul 1993 prin decizia comitetului executiv regional. Rezervația a fost creată pentru a proteja zona forestieră de ravenă, care conține specii de plante rare și pe cale de dispariție, inclusiv cele enumerate în Cartea Roșie a Ucrainei (crocus reticulatus, crin de pădure) și ca zonă de recreere.